# خويفيرة مجرية
خويفيرة مجرية (الاسم العلمي:Koeleria hungarica) هي نوع هجين من النباتات تتبع جنس الخويفيرة من الفصيلة النجيلية.